# Věznice Carmes

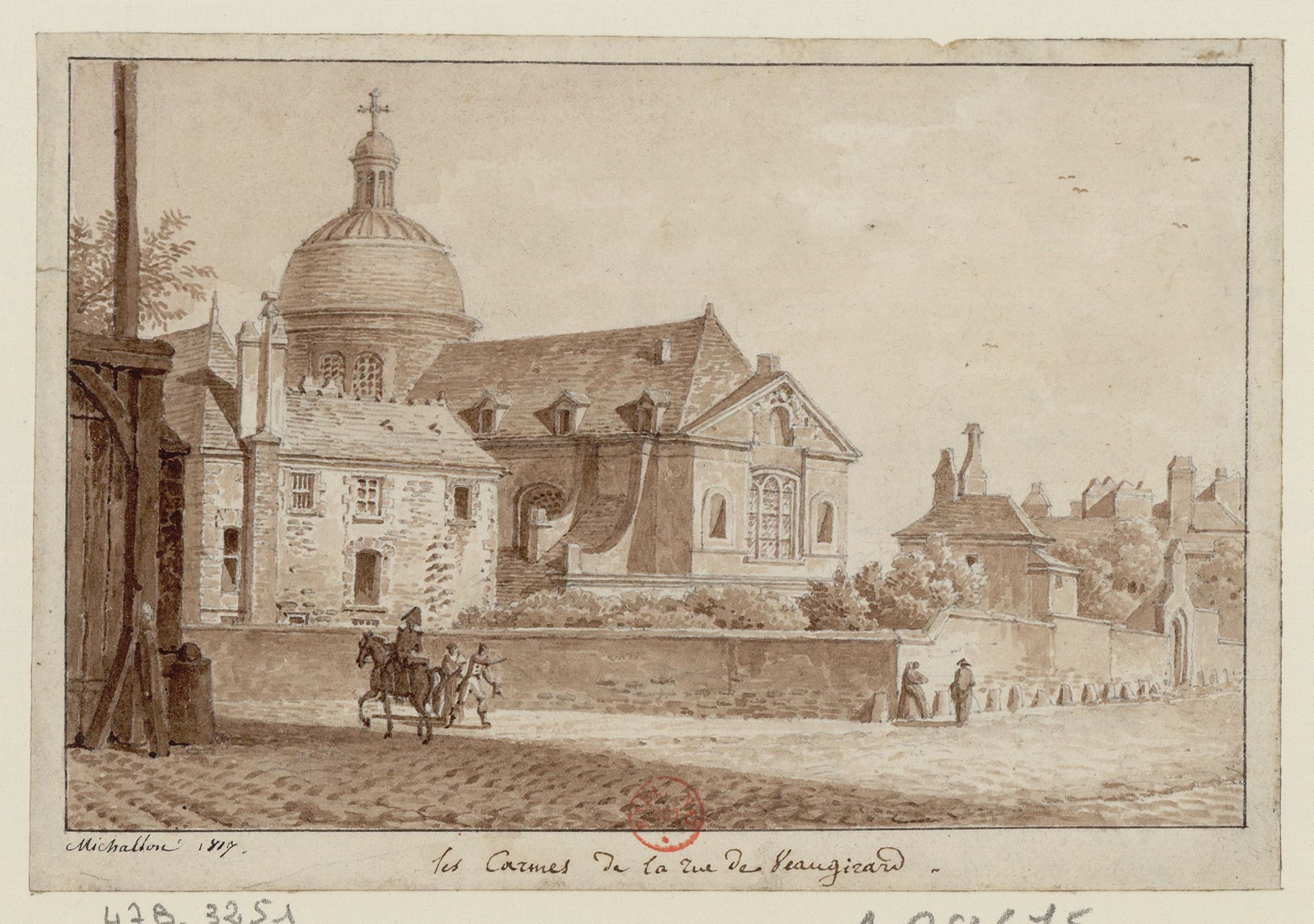
Pohled na klášter

Věznice Carmes (francouzsky Prison des Carmes) je bývalé vězení v Paříži, které sloužilo během Francouzské revoluce v prostorách zrušeného kláštera bosých karmelitánů. Klášter se rozkládal mezi dnešními ulicemi Rue du Regard, Rue du Cherche-Midi, Rue Cassette a Rue de Vaugirard.

## Historie
V roce 1790 byla přijata občanská ústava duchovenstva, kterou odmítlo 126 ze 130 biskupů a téměř 100 000 ze 130 000 kněžích. Podle nařízení Zákonodárného národního shromáždění z 27. května 1792 měli být všichni vzdorující kněží vyhoštěni. Někteří byli uvězněni v bývalém karmelitánském klášteru přeměněném na vězení. V září 1792 zde došlo k masakru, při kterém bylo povražděno 191 duchovních včetně tří biskupů (diecéze Arles,  Beauvais a Saintes) nebo bývalého jezuity Guillaume-Antoine Delfauda, v roce 1926 prohlášeného za mučedníka a blahoslaveného. Ostatky kněžích byly uloženy do kostela Saint-Joseph-des-Carmes.
Během revoluce zde také byly vězněny Joséphine de Beauharnais a kurtizána Thérésia Cabarrus.